# Dasineura potentillae
Dasineura potentillae är en tvåvingeart som först beskrevs av Wachtl 1885.  Dasineura potentillae ingår i släktet Dasineura och familjen gallmyggor. Inga underarter finns listade i Catalogue of Life.